# Turbine (cacciatorpediniere 1902)
Il Turbine è stato un cacciatorpediniere della Regia Marina.

## Storia
Dopo pochi anni di servizio, nel 1905 la nave venne sottoposta ad una prima fase di lavori di modifica dell'armamento, per uniformarla alle unità gemelle: venne rimosso il cannone singolo Vickers-Armstrongs da 76 mm, sostituito da altri due tubi lanciasiluri da 356 mm.
Nel 1909, l'unità, come del resto tutte le navi gemelle, fu sottoposta a nuovi e radicali lavori di modifica: l'alimentazione delle caldaie, inizialmente a carbone, divenne a nafta, mentre l'armamento vide la sostituzione dei cannoni da 57 mm con 4 pezzi da 76/40, e dei quattro tubi lanciasiluri da 356 mm con altrettanti da 450 mm. Anche la sagoma della nave fu profondamente modificata: dai due corti e tozzi fumaioli esistenti si passò a tre fumaioli di minori dimensioni e forma più snella.
Inquadrata nella IV Squadriglia Cacciatorpediniere (Nembo, Aquilone, Borea), la nave prese parte alla guerra italo-turca. Il 17 aprile rimase danneggiato in seguito ad una collisione con il capoclasse Nembo, ma il giorno seguente poté partecipare, insieme al Nembo, agli incrociatori corazzati Vettor Pisani, Giuseppe Garibaldi, Varese e Francesco Ferruccio, all'incrociatore torpediniere Coatit ed alle torpediniere Climene, Procione, Perseo e Pegaso, al bombardamento dei forti ottomani di Gum-Galesch e Sed Ul Bahr, sullo stretto dei Dardanelli.
Nel 1914-1915, a seguito di ulteriori modifiche, sulla nave furono installate le attrezzature necessarie a posare 10-16mine.
Nel maggio 1915 il Turbine faceva parte, con i gemelli Borea, Nembo, Espero ed Aquilone, della V Squadriglia Cacciatorpediniere, di base a Taranto. Comandava l'unità il capitano di corvetta Luigi Bianchi.
Nel pomeriggio del 23 maggio 1915 il Turbine e l’Aquilone lasciarono la base con l'ordine di perlustrare la costa fino all'altezza di Manfredonia, e porsi quindi in pattugliamento . Nelle prime ore del 24 maggio, non appena l'Italia ebbe dichiarato guerra all'Impero austro-ungarico, numerose unità della K.u.K. Kriegsmarine furono inviate, come precedentemente pianificato, a bombardare obiettivi militari e città costiere dell'Adriatico (Bombardamento della costa adriatica del 24 maggio 1915). Alle 4.10 del 24 maggio l’Aquilone avvistò l'esploratore austroungarico Helgoland intento a bombardare Barletta, e diresse per attaccarlo, ma si trovò ben presto ad avere la peggio: l’Helgoland interruppe il bombardamento, ma si pose all'inseguimento del più piccolo e meno armato Aquilone. In quella fase, intorno alle 4.30, giunse sul posto il Turbine, che, identificato l'esploratore nemico da 9.000 metri e compresa la situazione, diresse a notevole velocità per attaccarlo, onde distoglierlo dall'inseguimento dell’Aquilone e dal bombardamento di Barletta. Vistosi attaccato, l’Helgoland cessò il fuoco contro l’Aquilone, che poté allontanarsi, e diresse invece contro il Turbine allo scopo di bloccarlo tra sé e la riva; il cacciatorpediniere italiano iniziò quindi ad allontanarsi facendo leva sulla sua maggiore velocità, cercando anche di attirarlo verso Pelagosa, dove navi italiane stavano effettuando uno sbarco. Tra le due navi la distanza iniziò ad aumentare (oltre 7.000 metri), anche se con le prime luci dell'alba il Turbine dovette accostare ad est per non incagliarsi sul Gargano, ma alle 5.30 furono avvistati di prua, sulla sinistra, due cacciatorpediniere: si trattava di unità austriache, il Tatra e lo Csepel, più grandi, moderne e veloci e meglio armate. Mentre le navi passavano al largo di Vieste il Turbine, che dirigeva verso nord, era sostanzialmente circondato: lo Csepel si trovava a 5.400 metri a poppavia, sulla sinistra, il Tatra a 6.000 metri, a poppa, l’Helgoland a 7.000 metri al traverso di dritta. Alle 5.48 le navi avversarie aprirono il fuoco, danneggiando il Turbine e ferendo alcuni uomini tra i quali il comandante Bianchi; anche la nave italiana aprì il fuoco e colpì l'albero maestro dello Csepel, provocando qualche ferito. Alle 5.50 le navi cessarono temporaneamente di sparare in seguito all'avvistamento a nord/nordest di un'altra unità, riprendendo il fuoco alle 6, quando il Tatra era a circa 5.000 metri dal Turbine e lo Csepel a 4.600; alle 6.10 la nave avvistata, che si trovava a 6.500 metri dal cacciatorpediniere italiano, si rivelò essere un terzo cacciatorpediniere austroungarico, il Lika. Alle 6.30 il Lika, giunto a 4.500 metri dal Turbine, aprì il fuoco contro di esso ottenendo rapidamente due centri: un proiettile da 70 mm centrò la caldaia prodiera della nave italiana, provocando un violento scoppio che investì la plancia, e poco dopo un secondo colpo, da 102 mm, colpì la caldaia poppiera e la timoniera di dritta. Con le macchine fuori uso, il Turbine procedette per un breve tratto spinto dalla forza d'inerzia e quindi s'immobilizzò. Giunte a 1.000 metri le navi avversarie smisero di sparare ed intimarono l'abbandono della nave; l'equipaggio avviò le manovre di autoaffondamento e salì quindi sulle imbarcazioni di salvataggio. Dopo aver distrutto i documenti segreti, il comandante Bianchi rimase a bordo del cacciatorpediniere agonizzante: a portarlo su una delle imbarcazioni, alle 6.51, fu il capo timoniere.
Ridotto ad un relitto crivellato ed in fiamme, il Turbine s'inabissò poco dopo le 6.51.
Fra l'equipaggio, composto da 53 uomini, si ebbero 10 morti. Trentadue superstiti, tra i quali il comandante Bianchi Luigi (poi decorato di Medaglia d'argento al valore militare), furono recuperati (e fatti prigionieri) dalle unità austro-ungariche, mentre 8 uomini furono salvati dall'incrociatore ausiliario Città di Siracusa, che recuperò anche i cadaveri di due marinai del Turbine: Olla Luigi e Biamonti Sebastiano (entrambi decorati: il primo di Medaglia d'argento ed il secondo di Medaglia di bronzo al valore militare). Informato via radio dello scontro alle 6.17 mentre si trovava a Pelagosa per effettuarvi uno sbarco, era accorso sul posto insieme all'esploratore Libia ed aveva ingaggiato un breve quanto infruttuoso scontro con la formazione avversaria. Il Libia recuperò  un marinaio che per non finire in prigionia si era gettato  in mare da una nave nemica. Sul Libia trovarono posto, oltre a lui, gli otto marinai recuperati dal Siracusa e i due cadaveri.  Uno dei feriti, il fuochista Giuseppe Caminita (poi decorato di Medaglia d'argento al valore militare), morì per le ustioni riportate a Sebenico, dov'era stato inizialmente condotto l'equipaggio prigioniero. Tra i decorati ("alla memoria") del Turbine, vi furono anche i fuochisti scelti Rametta Paolo e Passaro Raffaele, ed il secondo capo meccanico Cavallini Silvio.

## Omaggi
Nel 1932 fu collocata sul castello di Barletta una lapide che commemora il sacrificio del Turbine. Un'altra lapide a ricordo del cacciatorpediniere fu collocata nella cittadina di Manfredonia. Il 24 maggio 2019 è stato inaugurato nei giardini antistanti il castello di Barletta un monumento a ricordo dei Caduti del Turbine.

## Letteratura
- G. Cipriani, A. Tedeschi, V. Vescera, Passando di là, gettate un fiore - Il C.T. 'Turbine': storia di un eroico naufragio, Foggia, Campobasso: Il Castello edizioni, 2016